# Takahito Sōma
Takahito Sōma (jap. 相馬 崇人 Sōma Takahito; ur. 10 grudnia 1981) – japoński piłkarz występujący na pozycji obrońcy.

## Kariera klubowa
Od 2003 do 2016 roku występował w klubach Tokyo Verdy, Urawa Reds, CS Marítimo, Energie Cottbus i Vissel Kobe.